# Soual
Soual est une commune française située dans le sud du département du Tarn, en région Occitanie. Sur le plan historique et culturel, la commune est dans le Castrais, un territoire essentiellement agricole, entre la rive droite de l'Agout au sud et son affluent, le Dadou, au nord.
Exposée à un climat océanique altéré, elle est drainée par le Sor, le ruisseau du Bernazobre, le ruisseau de Sant et par divers autres petits cours d'eau.
Soual est une commune rurale qui compte 2 649 habitants en 2022, après avoir connu une forte hausse de la population depuis 1962. Elle est dans l'agglomération de Castres et fait partie de l'aire d'attraction de Castres. Ses habitants sont appelés les Soualais ou  Soualaises.

## Géographie

### Localisation
Commune de l'aire urbaine de Castres située dans son unité urbaine, à 13 kilomètres au sud-ouest de la ville de Castres sur le Sor et au croisement des anciennes RN 621 et RN 622, sur l'axe Toulouse—Castres/Mazamet.
Soual est située à 9 km de Dourgne, de Puylaurens et de Vielmur-sur-Agout, à 13 km de Labruguière et à 15 km de Revel.

### Communes limitrophes
Les communes limitrophes sont  Cambounet-sur-le-Sor, Lescout, Saint-Germain-des-Prés, Verdalle et Viviers-lès-Montagnes.
|                        | Cambounet-sur-le-Sor |                       |
| Saint-Germain-des-Prés | Soual                | Viviers-lès-Montagnes |
|                        | Lescout              | Verdalle              |

### Routes et transports
Depuis la fermeture de la gare de Soual, la gare la plus proche du bourg était celle de Sémalens située à 6 km mais elle n'est plus desservie que par des autocars. Il faut maintenant aller jusqu'à la gare de Vielmur-sur-Agout, à 9 km de Soual, ou jusqu'à la gare de Castres à 13 km pour prendre le train.

### Hydrographie

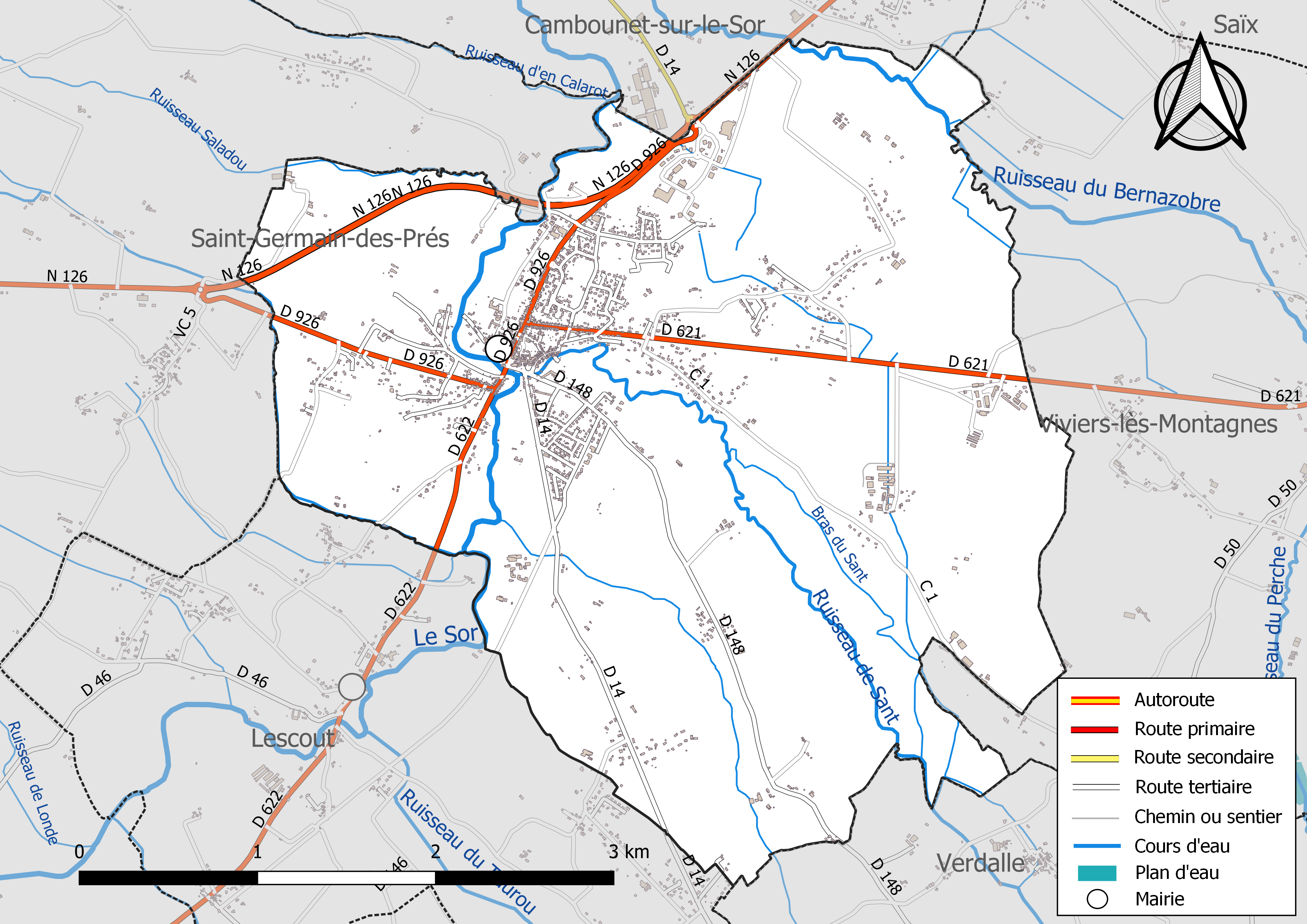
Réseaux hydrographique et routier de Soual.

La commune est dans le bassin de la Garonne, au sein du bassin hydrographique Adour-Garonne. Elle est drainée par le Sor, le ruisseau du Bernazobre, le ruisseau de Sant, un bras du Sant le ruisseau Saladou et par divers petits cours d'eau, qui constituent un réseau hydrographique de 24 km de longueur totale,.
Le Sor, d'une longueur totale de 60,9 km, prend sa source dans la commune d'Arfons et s'écoule du nord-est au sud-ouest puis se réoriente au nord-ouest puis au nord. Il traverse la commune et se jette dans l'Agout à Sémalens, après avoir traversé 16 communes.
Le ruisseau du Bernazobre, d'une longueur totale de 24,9 km, prend sa source dans la commune d'Escoussens et s'écoule vers le nord puis se réoriente vers l'ouest. Il traverse la commune et se jette dans le Sor à Cambounet-sur-le-Sor, après avoir traversé 8 communes.
Le ruisseau de Sant, d'une longueur totale de 18,3 km, prend sa source dans la commune d'Arfons et s'écoule du sud-est vers le nord-ouest. Il traverse la commune et se jette dans le Sor sur le territoire communal, après avoir traversé 4 communes.

### Climat
Pour des articles plus généraux, voir Climat de l'Occitanie et Climat du Tarn.
En 2010, le climat de la commune est de type climat du Bassin du Sud-Ouest, selon une étude du Centre national de la recherche scientifique s'appuyant sur une série de données couvrant la période 1971-2000. En 2020, Météo-France publie une typologie des climats de la France métropolitaine dans laquelle la commune est exposée à un climat océanique altéré et est dans la région climatique Aquitaine, Gascogne, caractérisée par une pluviométrie abondante au printemps, modérée en automne, un faible ensoleillement au printemps, un été chaud (19,5 °C), des vents faibles, des brouillards fréquents en automne et en hiver et des orages fréquents en été (15 à 20 jours).
Pour la période 1971-2000, la température annuelle moyenne est de 13,5 °C, avec une amplitude thermique annuelle de 16 °C. Le cumul annuel moyen de précipitations est de 722 mm, avec 9,9 jours de précipitations en janvier et 5,2 jours en juillet. Pour la période 1991-2020, la température moyenne annuelle observée sur la station météorologique de Météo-France la plus proche, « Dourgne », sur la commune de Dourgne à 8 km à vol d'oiseau, est de 13,8 °C et le cumul annuel moyen de précipitations est de 896,4 mm. 
La température maximale relevée sur cette station est de 41,8 °C, atteinte le 23 août 2023 ; la température minimale est de −19,5 °C, atteinte le 16 janvier 1985,,.
Les paramètres climatiques de la commune ont été estimés pour le milieu du siècle (2041-2070) selon différents scénarios d'émission de gaz à effet de serre à partir des nouvelles projections climatiques de référence DRIAS-2020. Ils sont consultables sur un site dédié publié par Météo-France en novembre 2022.

### Milieux naturels et biodiversité
Aucun espace naturel présentant un intérêt patrimonial n'est recensé sur la commune dans l'inventaire national du patrimoine naturel,,.

## Urbanisme

### Typologie
Au 1er janvier 2024, Soual est catégorisée bourg rural, selon la nouvelle grille communale de densité à sept niveaux définie par l'Insee en 2022.
Elle appartient à l'unité urbaine de Castres, une agglomération intra-départementale regroupant huit  communes, dont elle est une commune de la banlieue,,. Par ailleurs la commune fait partie de l'aire d'attraction de Castres, dont elle est une commune de la couronne,. Cette aire, qui regroupe 55 communes, est catégorisée dans les aires de 50 000 à moins de 200 000 habitants,.

### Occupation des sols

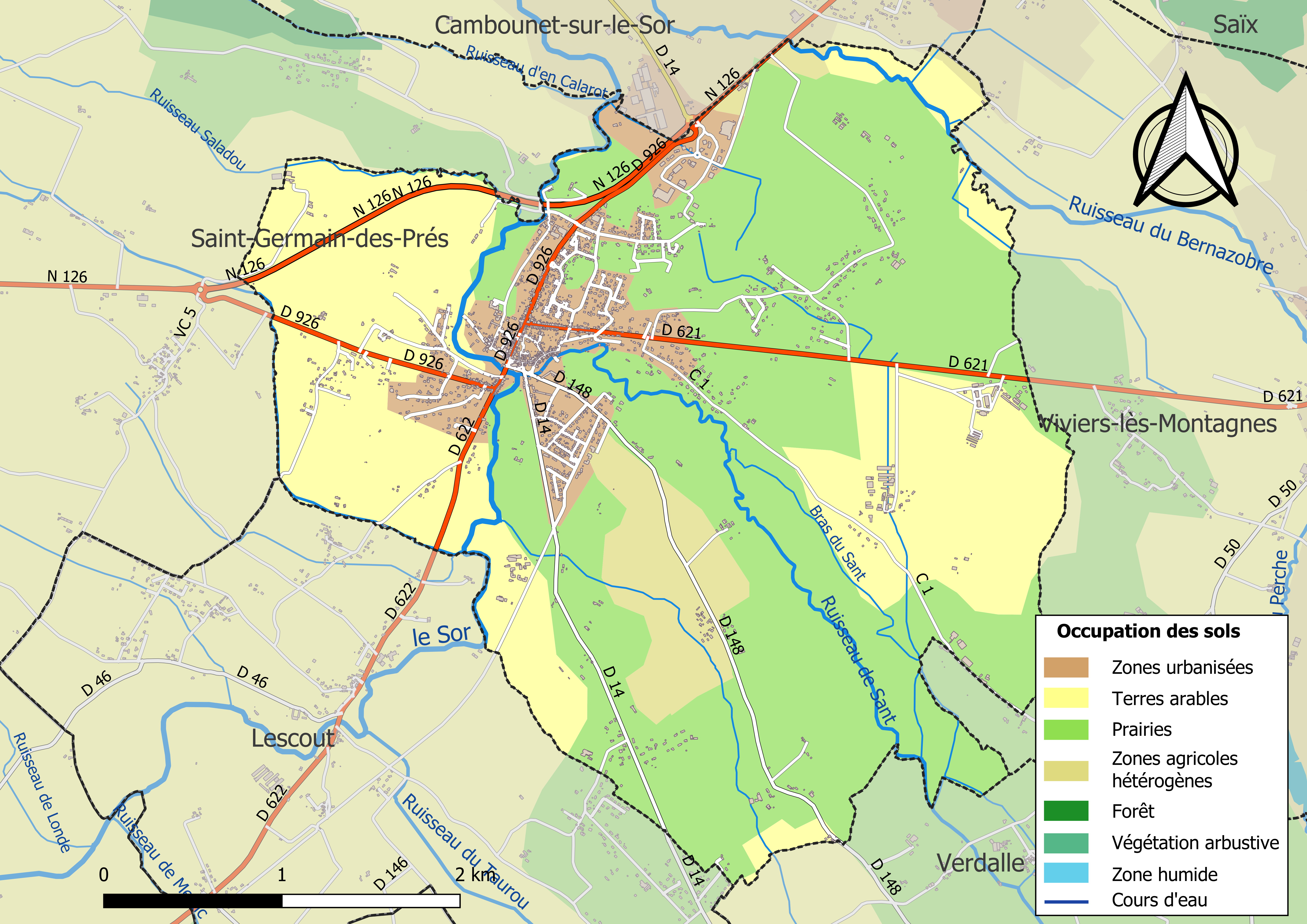
Carte des infrastructures et de l'occupation des sols de la commune en 2018 (CLC).

L'occupation des sols de la commune, telle qu'elle ressort de la base de données européenne d’occupation biophysique des sols Corine Land Cover (CLC), est marquée par l'importance des territoires agricoles (84,5 % en 2018), en diminution par rapport à 1990 (94,3 %). La répartition détaillée en 2018 est la suivante : 
prairies (47,1 %), terres arables (31,2 %), zones urbanisées (13,9 %), zones agricoles hétérogènes (6,2 %), zones industrielles ou commerciales et réseaux de communication (1,6 %). L'évolution de l’occupation des sols de la commune et de ses infrastructures peut être observée sur les différentes représentations cartographiques du territoire : la carte de Cassini (XVIIIe siècle), la carte d'état-major (1820-1866) et les cartes ou photos aériennes de l'IGN pour la période actuelle (1950 à aujourd'hui).

### Risques majeurs
Le territoire de la commune de Soual est vulnérable à différents aléas naturels : météorologiques (tempête, orage, neige, grand froid, canicule ou sécheresse), inondations, mouvements de terrains et séisme (sismicité très faible). Il est également exposé à deux risques technologiques,  le transport de matières dangereuses et la rupture d'un barrage. Un site publié par le BRGM permet d'évaluer simplement et rapidement les risques d'un bien localisé soit par son adresse soit par le numéro de sa parcelle.

#### Risques naturels
Certaines parties du territoire communal sont susceptibles d’être affectées par le risque d’inondation par débordement de cours d'eau, notamment le Sor, le ruisseau du Bernazobre et le ruisseau de Sant. La cartographie des zones inondables en ex-Midi-Pyrénées réalisée dans le cadre du XIe Contrat de plan État-région, visant à informer les citoyens et les décideurs sur le risque d’inondation, est accessible sur le site de la DREAL Occitanie. La commune a été reconnue en état de catastrophe naturelle au titre des dommages causés par les inondations et coulées de boue survenues en 1982, 1992, 2000, 2003, 2009, 2013, 2018 et 2020,.
Soual est exposée au risque de feu de forêt. En 2022, il n'existe pas de Plan de Prévention des Risques incendie de forêt (PPRif). Le débroussaillement aux abords des maisons constitue l’une des meilleures protections pour les particuliers contre le feu,.

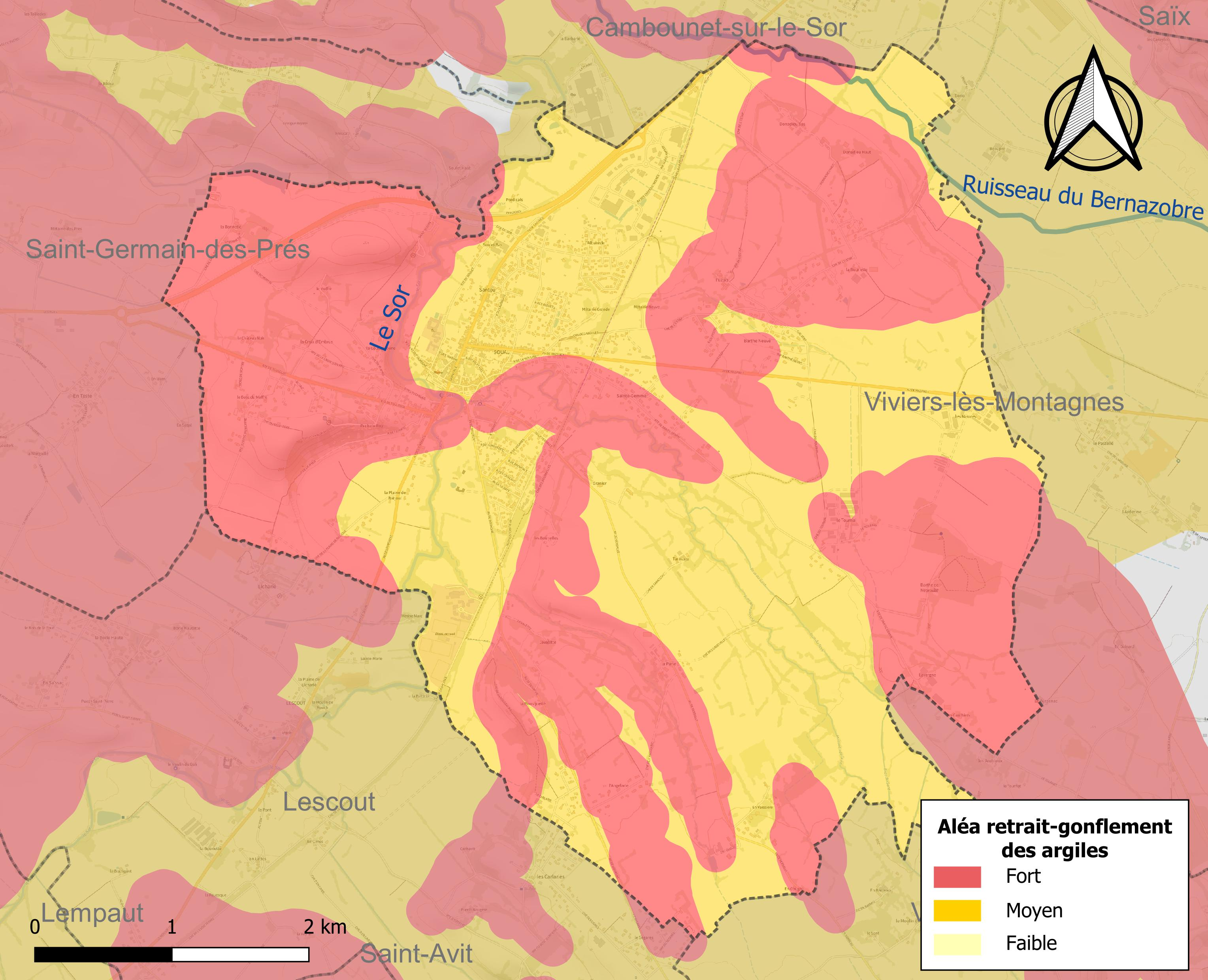
Carte des zones d'aléa retrait-gonflement des sols argileux de Soual.

La commune est vulnérable au risque de mouvements de terrains constitué principalement du retrait-gonflement des sols argileux. Cet aléa est susceptible d'engendrer des dommages importants aux bâtiments en cas d’alternance de périodes de sécheresse et de pluie. La totalité de la commune est en aléa moyen ou fort (76,3 % au niveau départemental et 48,5 % au niveau national). Sur les 1 042 bâtiments dénombrés sur la commune en 2019, 1 042 sont en aléa moyen ou fort, soit 100 %, à comparer aux 90 % au niveau départemental et 54 % au niveau national. Une cartographie de l'exposition du territoire national au retrait gonflement des sols argileux est disponible sur le site du BRGM,.
Par ailleurs, afin de mieux appréhender le risque d’affaissement de terrain, l'inventaire national des cavités souterraines permet de localiser celles situées sur la commune.

#### Risques technologiques
Le risque de transport de matières dangereuses sur la commune est lié à sa traversée par des infrastructures routières ou ferroviaires importantes ou la présence d'une canalisation de transport d'hydrocarbures. Un accident se produisant sur de telles infrastructures est susceptible d’avoir des effets graves sur les biens, les personnes ou l'environnement, selon la nature du matériau transporté. Des dispositions d’urbanisme peuvent être préconisées en conséquence.
La commune est en outre située en aval d'un barrage de classe A. À ce titre elle est susceptible d’être touchée par l’onde de submersion consécutive à la rupture de cet ouvrage.

## Histoire
Ancien village fortifié en rotonde, où demeurent quelques traces des portes (lieux-dits : Barry et ancien moulin du Sor).
Bourg situé sur la via Tolosane (chemin du pèlerinage de Saint-Jacques-de-Compostelle).
1827 : Soual absorbe la commune de L'Estap dont les couleurs sont encore visibles sur le blason.

## Politique et administration

### Liste des maires
| Période                                  | Période        | Identité                  | Étiquette                   | Qualité |
| ---------------------------------------- | -------------- | ------------------------- | --------------------------- | --- |
| mai 1849                                 | 1863           | Emile de Lavalette        |                             | |
| 1863                                     | septembre 1865 | Auguste Penavayre         |                             | Notaire |
| septembre 1865                           | 1875           | Philippe Sendral          |                             | |
| 1875                                     | fevrier 1879   | Emile de Lavalette        |                             | |
| 1879                                     | fevrier 1880   | Isidore Carade            |                             | |
| fevrier 1880                             | mai 1892       | Anatole Lucas de Peslouan |                             | |
| novembre 1892                            | mai 1912       | Flavien Dallac            |                             | Médecin |
| mai 1912                                 | novembre 1916  | Hubert Saissac            |                             | Notaire |
| novembre 1916                            | aout 1917      | Gérard de Saint Sernin    |                             | Proprietaire |
| aout 1917                                | mai 1925       | Adrien Lencou             |                             | Proprietaire |
| mai 1925                                 | mai 1929       | Theodore Rouquier         |                             | Propriétaire |
| mai 1929                                 | septembre 1944 | Elie Ferreol              |                             | Négociant |
| septembre 1944                           | octobre 1947   | Adrien Auriol             |                             | Retraité des douanes |
| octobre 1947                             | mars 1965      | Gérard Heuillet           | Divers droite               | Directeur d'usine |
| mars 1965                                | mars 1983      | Michel Rondeau            | Divers droite               | Chef d'entreprise |
| mars 1983                                | mars 2001      | Jean-Claude Aninat        | Divers droite               | Médecin |
| mars 2001                                | mars 2014      | Michel Auriol             | Divers gauche               | Retraité de l'Education Nationale                                                                                                  |
| mars 2014                                | En cours       | Jean-Luc Alibert          | Divers droite puis Horizons | Chef d'entreprise Conseiller départemental du canton du Pastel (2015 → ) 4e vice-président de la CC du Sor et de l'Agout (2014 → ) |
| Les données manquantes sont à compléter. |                |                           |                             | |

### Jumelages
Calaf (Espagne) depuis le 28 avril 2007

## Population et société

### Démographie
| 1793 | 1800 | 1806 | 1821 | 1831  | 1836  | 1841  | 1846  | 1851  |
| ---- | ---- | ---- | ---- | ----- | ----- | ----- | ----- | ----- |
| 812  | 812  | 870  | 901  | 1 046 | 1 102 | 1 102 | 1 164 | 1 215 |

| 1856  | 1861  | 1866  | 1872  | 1876  | 1881  | 1886  | 1891  | 1896  |
| ----- | ----- | ----- | ----- | ----- | ----- | ----- | ----- | ----- |
| 1 146 | 1 180 | 1 257 | 1 280 | 1 303 | 1 208 | 1 220 | 1 119 | 1 085 |

| 1901  | 1906  | 1911  | 1921  | 1926  | 1931  | 1936  | 1946  | 1954  |
| ----- | ----- | ----- | ----- | ----- | ----- | ----- | ----- | ----- |
| 1 134 | 1 119 | 1 114 | 1 033 | 1 107 | 1 095 | 1 055 | 1 065 | 1 062 |

| 1962  | 1968  | 1975  | 1982  | 1990  | 1999  | 2006  | 2011  | 2016  |
| ----- | ----- | ----- | ----- | ----- | ----- | ----- | ----- | ----- |
| 1 136 | 1 244 | 1 459 | 1 717 | 1 990 | 1 987 | 2 125 | 2 358 | 2 530 |

| 2021  | 2022  | - | - | - | - | - | - | - |
| ----- | ----- | - | - | - | - | - | - | - |
| 2 638 | 2 649 | - | - | - | - | - | - | - |

### Culture
Existence d'une Maison des Jeunes et de la Culture créée le 28 février 1978.

### Sports
- Football : l'Union Sportive Soualaise, club créé en 1919 aux couleurs « sombre et or ». En 2018, la fusion des clubs de Dourgne, Viviers-les-Montagnes et Soual donne naissance au club de l'US Autan, aux couleurs « rouge et noir ».
- Rugby à XV : Sor-Agout 15 a été champion de France Honneur en 2005. Le club est issu de la fusion des deux clubs voisins, le Soual Olympique et le Rugby Club Saïx–Longuegineste.

## Économie

### Revenus
En 2018, la commune compte 1 158 ménages fiscaux, regroupant 2 550 personnes. La médiane du revenu disponible par unité de consommation est de 19 800 € (20 400 € dans le département). 37 % des ménages fiscaux sont imposés (42,8 % dans le département).

### Emploi
|                | 2008  | 2013  | 2018 |
| -------------- | ----- | ----- | ---- |
| Commune        | 7,6 % | 8,3 % | 12 % |
| Département    | 8,2 % | 9,9 % | 10 % |
| France entière | 8,3 % | 10 %  | 10 % |

En 2018, la population âgée de 15 à 64 ans s'élève à 1 563 personnes, parmi lesquelles on compte 72,9 % d'actifs (60,9 % ayant un emploi et 12 % de chômeurs) et 27,1 % d'inactifs,. En  2018, le taux de chômage communal (au sens du recensement) des 15-64 ans est supérieur à celui du département et de la France, alors qu'en 2008 la situation était inverse.
La commune fait partie de la couronne de l'aire d'attraction de Castres, du fait qu'au moins 15 % des actifs travaillent dans le pôle,. Elle compte 1 374 emplois en 2018, contre 1 381 en 2013 et 1 179 en 2008. Le nombre d'actifs ayant un emploi résidant dans la commune est de 960, soit un indicateur de concentration d'emploi de 143,2 % et un taux d'activité parmi les 15 ans ou plus de 54,8 %.
Sur ces 960 actifs de 15 ans ou plus ayant un emploi, 241 travaillent dans la commune, soit 25 % des habitants. Pour se rendre au travail, 91,8 % des habitants utilisent un véhicule personnel ou de fonction à quatre roues, 1,2 % les transports en commun, 3,5 % s'y rendent en deux-roues, à vélo ou à pied et 3,5 % n'ont pas besoin de transport (travail au domicile).

### Activités hors agriculture

#### Secteurs d'activités
223 établissements sont implantés  à Soual au 31 décembre 2019. Le tableau ci-dessous en détaille le nombre par secteur d'activité et compare les ratios avec ceux du département,.
| Secteur d'activité                                                                                        | Commune | Commune | Département |
| Secteur d'activité                                                                                        | Nombre  | %       | %           |
| --- | ------- | ------- | ----------- |
| Ensemble                                                                                                  | 223     | 100 %   | (100 %)     |
| Industrie manufacturière, industries extractives et autres                                                | 23      | 10,3 %  | (13 %)      |
| Construction                                                                                              | 22      | 9,9 %   | (12,5 %)    |
| Commerce de gros et de détail, transports, hébergement et restauration                                    | 69      | 30,9 %  | (26,7 %)    |
| Information et communication                                                                              | 5       | 2,2 %   | (2,1 %)     |
| Activités financières et d'assurance                                                                      | 8       | 3,6 %   | (3,3 %)     |
| Activités immobilières                                                                                    | 9       | 4 %     | (4,2 %)     |
| Activités spécialisées, scientifiques et techniques et activités de services administratifs et de soutien | 29      | 13 %    | (13,8 %)    |
| Administration publique, enseignement, santé humaine et action sociale                                    | 33      | 14,8 %  | (15,5 %)    |
| Autres activités de services                                                                              | 25      | 11,2 %  | (9 %)       |

Le secteur du commerce de gros et de détail, des transports, de l'hébergement et de la restauration est prépondérant sur la commune puisqu'il représente 30,9 % du nombre total d'établissements de la commune (69 sur les 223 entreprises implantées  à Soual), contre 26,7 % au niveau départemental.

#### Entreprises et commerces
Les cinq entreprises ayant leur siège social sur le territoire communal qui génèrent le plus de chiffre d'affaires en 2020 sont : 
- Nino, supermarchés (25 525 k€)
- Occitanie Restauration, restauration collective sous contrat (2 569 k€)
- Soc D'exploitation De Produits Et Techniques De L'elevage Francais - Setef, élevage d'autres animaux (2 429 k€)
- Eneole, travaux d'installation d'équipements thermiques et de climatisation (2 265 k€)
- Comptoir Des Jardins - CDJ, commerce de gros (commerce interentreprises) de quincaillerie (1 379 k€)
- Dotée d'une économie en pleine expansion (présence des laboratoires Pierre Fabre), Soual se caractérise par sa position de carrefour au croisement des axes Toulouse — Mazamet et Castres — Revel.
- La zone d'activité de Laprade complète le dynamisme commercial du centre-ville et l'association commerciale locale, UCAS[35].
- Spécialité locale : le Feuillat (marque déposée par la commune).

### Agriculture
La commune est dans la Montagne Noire, une petite région agricole située dans le sud du département du Tarn. En 2020, l'orientation technico-économique de l'agriculture  sur la commune est l'élevage bovin, orientation mixte lait et viande. 
|               | 1988  | 2000 | 2010 | 2020 |
| ------------- | ----- | ---- | ---- | ---- |
| Exploitations | 42    | 22   | 16   | 11   |
| SAU (ha)      | 1 099 | 776  | 746  | 566  |

Le nombre d'exploitations agricoles en activité et ayant leur siège dans la commune est passé de 42 lors du recensement agricole de 1988  à 22 en 2000 puis à 16 en 2010 et enfin à 11 en 2020, soit une baisse de 74 % en 32 ans. Le même mouvement est observé à l'échelle du département qui a perdu pendant cette période 58 % de ses exploitations,. La surface agricole utilisée sur la commune a également diminué, passant de 1 099 ha en 1988 à 566 ha en 2020. Parallèlement la surface agricole utilisée moyenne par exploitation a augmenté, passant de 26 à 51 ha.

## Culture locale et patrimoine

### Lieux et monuments
- Église Sainte-Sigolène de Soual. L'église est dédiée à Sainte Ségolène, célébrée le 24 juillet, est mentionnée en 1123 dans la bulle de Calixte II qui confirme les privilèges de l'église de Saint-Benoît de Castres. Elle fut réaménagée au XIVe siècle. Sa voûte est réparée en 1706. Une tempête enleva sa toiture le 27 août 1771. En 1875, à part le clocher, l'église est agrandie et transformée[40].

### Personnalités liées à la commune
- Gui Vialà (1920-2018), écrivain et historien français d'expression occitane.

### Héraldique
| Blason de Soual | Blason  | Écartelé : au premier et au quatrième d'azur aux trois grenouilles d'argent, au deuxième et au troisième fascé contre-fascé de gueules et d'argent de quatre pièces. |
| Blason de Soual | Détails | Écartelé des armes de Soual et de L'Estap. Le statut officiel du blason reste à déterminer.                                                                          |
| Blason de Soual | Alias   | Fascé contre-fascé de gueules et d'argent de quatre pièces. Blason du hameau de L'Estap attribuées par Charles d'Hozier à la fin du XVIIe siècle.                    |

## Pour approfondir